# Miyamae
Miyamae (宮前区, Miyamae-ku) és un dels 7 barris de la ciutat de Kawasaki a la prefectura de Kanagawa al Japó. Es troba al centre-oest de la ciutat.
L'any 2016 la seva població era de 225.851 habitants per una superfície de 18,61 km², la qual cosa suposa una densitat de població de 12.140 habitants/km².
El municipi és servit per les línies Den-en-toshi i Ōimachi de la Companyia Tōkyū.